# Homo habilis
Homo habilis oziroma spretni človek je prva človeška oblika v človeški evoluciji. Živel je pred okoli 2,5 do 1,4 milione let. Z njim se je začela tudi hominizacija. Prvi je izdeloval orodje tipa pestnjak. Živel je v vzhodni Afriki.